# Bistum Dol

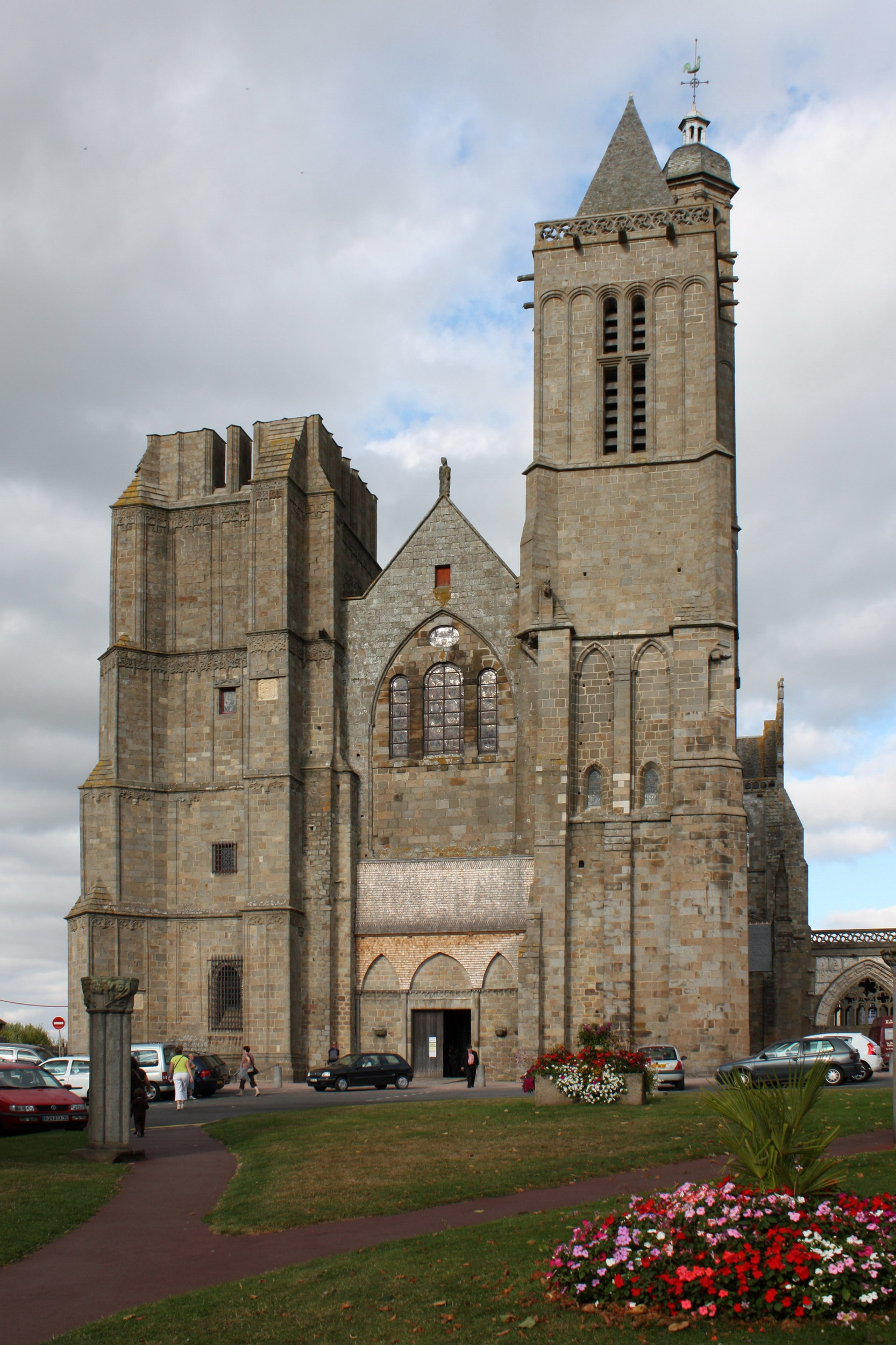
Die Kathedrale St. Samson in Dol-de-Bretagne

Das Bistum Dol (lateinisch Dioecesis Dolensis) war eine in Frankreich gelegene römisch-katholische Diözese mit Sitz in Dol-de-Bretagne.

## Geschichte
Das Bistum Dol wurde im 6. Jahrhundert errichtet. Erster Bischof war Samson. Zwischen 848 und 1209 war das Bistum ein Erzbistum. Das Bistum Dol war dem Erzbistum Tours als Suffraganbistum unterstellt.
Im 18. Jahrhundert umfasste das Bistum Dol etwa 100 Pfarreien.
Am 29. November 1801 wurde das Bistum Dol infolge des Konkordates von 1801 durch Papst Pius VII. mit der Päpstlichen Bulle Qui Christi Domini aufgelöst und das Territorium wurde den Bistümern Rennes und Saint-Brieuc angegliedert.